# Takuto Inoue
Takuto Inoue (jap. 井上 拓斗, Inoue Takuto; * 26. Februar 1995) ist ein japanischer Badmintonspieler. 

## Karriere
Takuto Inoue startete 2011 und 2012 bei den Badminton-Juniorenweltmeisterschaften. 2011 wurde er dabei Fünfter im Herrendoppel, 2012 gewann er Silber in der gleichen Disziplin. 2012 folgten Starts bei den China Masters, der Japan Super Series und den Macau Open. 2013 gewann er bei den Romanian International die Herrendoppel- und die Herreneinzelkonkurrenz und belegte Rang drei bei den Polish Open.